# 名都廣場
名都廣場（英語：Maintown Plaza）為香港深水埗區小型商場之一，位處深水埗石硤尾南昌街223-237號南昌戲院大廈，鄰近石硤尾邨。
於1974年落成，前身是南昌戲院，有41,754平方呎，發展商為新鴻基地產。
現時除了商場地下的商店以及盲人輔導會外，所有商店已於2006年改建為一間名為名豪海鮮酒家的酒樓，但已於2012年結業，翌年再改建為好日子集團的酒樓。

## 設施
以下的商舖安排以2007年7月的名都廣場作準。
- 食肆
- 美國冒險樂園
- 桌球室
- 傢俬裝飾店
- 香港郵政
- 萬寧
- 香港盲人輔導會

## 鄰近地點
- 石硤尾邨
- 石硤尾站

## 外部連結
- 名都廣場（页面存档备份，存于）